# ГЕС Льяворсі
ГЕС Льяворсі (ісп. La central hidroelèctrica de Llavorsí) — гідроелектростанція на північному сході Іспанії, в регіоні Каталонія. Становить нижній ступінь гідровузла у сточищі річки Ріу-де-Кардос (у верхній течії має назву Ріу-де-Льядорре), яка дренує південний схил Піренеїв та через Ногера-Пальяреса, Сегре та Ебро належить до басейну Балеарського моря.
Відпрацьована на ГЕС Таваскан вода відводиться у нижній балансуючий резервуар об'ємом 0,6 млн м3, створений на Ріу-де-Льядорре гравітаційною греблею висотою 31 метр та довжиною 57 метрів, на спорудження якої потребувалось 12,6 тис. м3 матеріалу. Звідси вона подається по дериваційному тунелю до машинного залу ГЕС Льяворсі, розташованого за півтора десятка кілометрів при впадінні Ріу-де-Кардос у Ногера-Пальярес.
Основне обладнання станції складають дві турбіни типу Френсіс потужністю по 26,4 МВт, які при напорі у 305 метрів забезпечують річне виробництво на рівні 81 млн кВт·год.
Видача продукції відбувається по ЛЕП, що працює під напругою 220 кВ.